# 林皋水库
林皋水库，位于中华人民共和国陕西省渭南市白水县西南部，是白水河中游的一座中型水库。水库工程于1968年动工兴建，1970年底建成蓄水，2003～2005年进行了除险加固。水库总库容3300万立方米，控制流域面积330平方千米。水库大坝为均质（黄黏土）土坝，坝顶长460米，宽6米，最大坝高33.3米。林皋水库是一座以灌溉为主，兼有供水、防洪功能的多年调节水库。水库建成以来年供水量800万～1000万立方米，有效灌溉面积5300公顷。